# ハリー・ファー
ハリー・T・ファー（英語: Harry T. Farr, 1891年-1916年10月18日）は、第一次世界大戦の最中に臆病の罪により、25歳で銃殺刑されたイギリスの兵士である。階級は二等兵であった。戦争がはじまる前、ロンドンのケンジントンに住んでいた彼は、1908年にイギリス陸軍に入隊した。1912年まで現役の兵士だった彼は第一次世界大戦がはじまるまで、予備役として籍が残されていた。戦争の間、ファーは西部戦線で戦っていたウェスト・ヨークシャー連隊に所属していた。1915年から1916年にかけて、彼はシェルショックのため、複数回にわたって入院し、もっとも長期に入院した期間は5か月だった。1916年9月17日、最前線に戻る事を命じられたファーは従う事を拒み、その後逮捕されて臆病の罪で起訴された。弁護人がつけられなかった彼の軍法会議で、ファーは1881年陸軍法の第4条第7項によって有罪とされて、死刑を宣告された。彼は1916年10月18日に処刑された。
処刑された後、ファーの遺族は不名誉と経済的な困窮による辛酸をなめた。彼がシェルショックを病んでいた事や公正な裁判を受けられなかったといった彼の死にまつわる事情を知った遺族は、1992年に死後の恩赦を求める運動を起こした。彼らは、国防省を提訴し、その結果、2006年軍隊法によって、ファーだけではなく、第一次世界大戦の間、臆病、脱走、そして同等の罪で処刑されたその他の305人の男たちも政府によって死後の恩赦を受けた。

## 生い立ち
1891年、ハリー・T・ファーが誕生した。彼は高度な教育を受ける事なく、そして窮乏の中で生活していた。第一次世界大戦がはじまる前、ファーはケンジントンに在住していた。1908年5月8日、17歳の彼はイギリス陸軍に入隊し、1912年まで現役として任務に就いた。彼は国防義勇軍という形で軍に籍を残すかたわら、建築現場の足場を建設する労働者として働いた。ファーと彼の妻であるガートルードの間に、ファーが第一次世界大戦を戦うため出発した時まだ幼児だった、妻と同じ名のガートルード（ガーティ）という名の娘がいた。

## 第一次世界大戦
1914年8月に第一次世界大戦が勃発すると、ファーはウェスト・ヨークシャー連隊の第2大隊に動員された。彼が戦争における任務につく間、ファーは複数回にわたってシェルショックおよび関連した症状によって入院した。1915年5月9日、ファーが所属する大隊が、オベールの戦いを戦った直後、彼はウプリーヌでの任務から外され、シェルショックの治療のため、5か月の間、ブローニュの病院に入院した。彼の妻のガートルードは、彼が病院にいる間、彼は明らかに苦痛に苦しんでおり、彼に代わって看護師が手紙を代筆しなければならなかったと回顧している。
退院したファーは前線に戻されて、10月、彼は第1大隊に配置換えされた。その後、数か月の間ファーは複数度にわたって医療センターに彼自身が赴いて、診察を求めた。1916年4月、彼は「神経衰弱」によって、2週間の間野外病院で治療を受けた。7月22日、彼は同様の症状により、野外病院で一夜を過ごした翌日、任務に戻るよう命じられた。

### 敵前逃亡

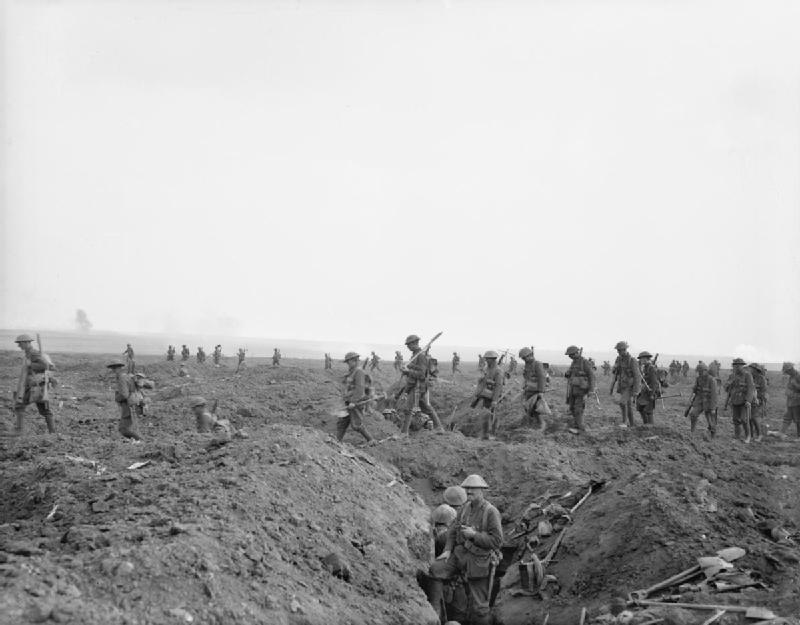
ファーが所属する大隊が移動する2日前の1916年9月15日、フレール=クレスレットに移動したイギリスの援軍

1916年9月17日、ファーの大隊は、ドイツ軍によって要塞化された、ドイツの「四角形」に対する攻撃の一環であるフレール＝クレスレットの戦いの前線に向けて移動していた。この地点に到達するため大隊はイギリス軍によって弾幕が張られた地点からほど近い、いわゆる「チンパンジー・バレー」を通過した。17日の朝、ファーは連隊上級曹長のハンキングに、体調が悪いので戦う事ができないと申告した。ファーは、軍医の診察を受けるよう指示された。しかし、ファーに肉体的な負傷は見られず、軍医も彼に異常があると記録する事はなかった。午後8時ごろに、ファーは前線に物資を輸送する補給部隊とともに移動するよう命じられたが、その直後に行方が分からなくなった。その夜、ファーは前線にいまだいなかった。午後11時、ハンキングは火鉢とともにいるファーを輸送道路上で発見した。ハンキングはファーに彼の大隊に合流するよう命じたが、彼は「耐えられません」と述べた。ハンキングは「おまえはくそったれの臆病者、塹壕に入れ、俺は自分やおまえらのくそったれの人生を捧げる。そして俺はおまえを確実に撃ってやる」と応じたと記録されている。また、ハンキングは「もし、おまえが行かないなら、俺はおまえのくそったれの頭を吹き飛ばす」と言って、もしファーが彼の命令を拒むなら撃つと脅した。ハンキングは護送者や伍長を呼んで、ファーを前線に戻そうと試みた。男たちの間で取っ組み合いになり、その中でファーは輸送道路に逃走し、その後彼はそこで発見された。

### 軍法会議
翌日の1916年9月18日の朝、命令に抗したファーは逮捕され、臆病の罪により起訴された。後にファーは護送者や伍長との間の取っ組み合いから、拘束されて警護の下に置かれるまでの出来事をまったく思い出せないと証言した。彼は9月25日にヴィル＝シュル＝アンクルに移送され、1週間後の10月2日、軍法会議において、彼の審理が行われた。彼が公的に告発された容疑は、「敵の前で臆病ぶりを見せた不品行」による物だった。健康診断を受診したファーは、肉体的・精神的能力について「申し分ない」状態であると報告された。軍法会議の判士長は、エセックス連隊第11(現役)大隊の指揮官であるフレデリック・スプリング中佐が務めた。ファーは証人を呼ぶ事が不可能だった。以前に彼を診察していた医務担当の将校は負傷していて、彼の裁判に出廷する事ができなかった。また、ファーには「被告の友人」もいなかったので、彼は彼自身で弁護に当たらざるをえなかった。ハンキングを含む4人の軍人たちは、ファーの敵前逃亡の経緯や詳細に関して証言し、ファーは証言の内容について否定しなかった。現任のアンドリューズ軍曹は、過去、彼に神経症に関する医学的な相談を寄せられた事を証言する事によりファーを支援した。拘束されて以降、さらなる診察を求めなかった理由を尋ねられたファーは、砲撃から遠ざかれば彼の気分が良好だからだと応じた。敵前逃亡に至るまでのファーの軍隊における履歴は、ほぼ完璧な物だった。彼の中隊の指揮官は、ファーが戦火における任務をうまく果たせなかったにせよ、「彼の行為と資質は大変にすばらしい」と書いた。
軍法会議は、ファーを1881年陸軍法の第4条第7項による臆病の罪で有罪とし、彼に死刑を宣告した。1914年8月から1918年10月の間、死刑判決は必ずしも即座の執行に結びつく物ではなかった。この時期に死刑判決が執行に至った割合はわずかに11パーセントであり、臆病の罪で有罪とされた場合に限定すると、3.3パーセントにまで下がった 。しかし、ファーが有罪を宣告された時期、ダグラス・ヘイグ将軍らは、軍の道義性や専門性に対する疑念を抱くようになっていた。1916年からキッチナー陸軍に招集兵が多く加わるようになり、軍の上級幹部は、これらの男たちが戦場でどのような役割を負う事になるか確信を抱けなかった。彼らは新たな招集兵を最前線に留め置くためには厳格な規律が求められると信じた。さらに精神科医のサイモン・ウェセリーは、彼の軍法会議で、ファーに不利な証言をした4人の証人たちが、ファーが敵前逃亡した9月17日、特別に残忍な戦闘だったフレール＝クレスレットの戦いを戦っていた事に着目している。彼らは「名誉」の感覚、すなわち、友軍の兵士に裏切られたという失望感にとらわれていた可能性が大きいと書いている。軍の名誉と規律の合わせ技が、最終的にファーの死に至る伏線になった可能性がある。ファーの有罪判決は承認を求めて、軍の命令系統の上位にさかのぼって回覧されたが、彼に対する判決が変わる事はなかった。最終的にはイギリス海外派遣軍の司令官であるヘイグが処刑命令を認めた。多くは軍事用語によって占められた軍法会議の記録は1,353語で構成され、その内、ファーの発言は445語だった。軍法会議は20分で終了した。

### 執行

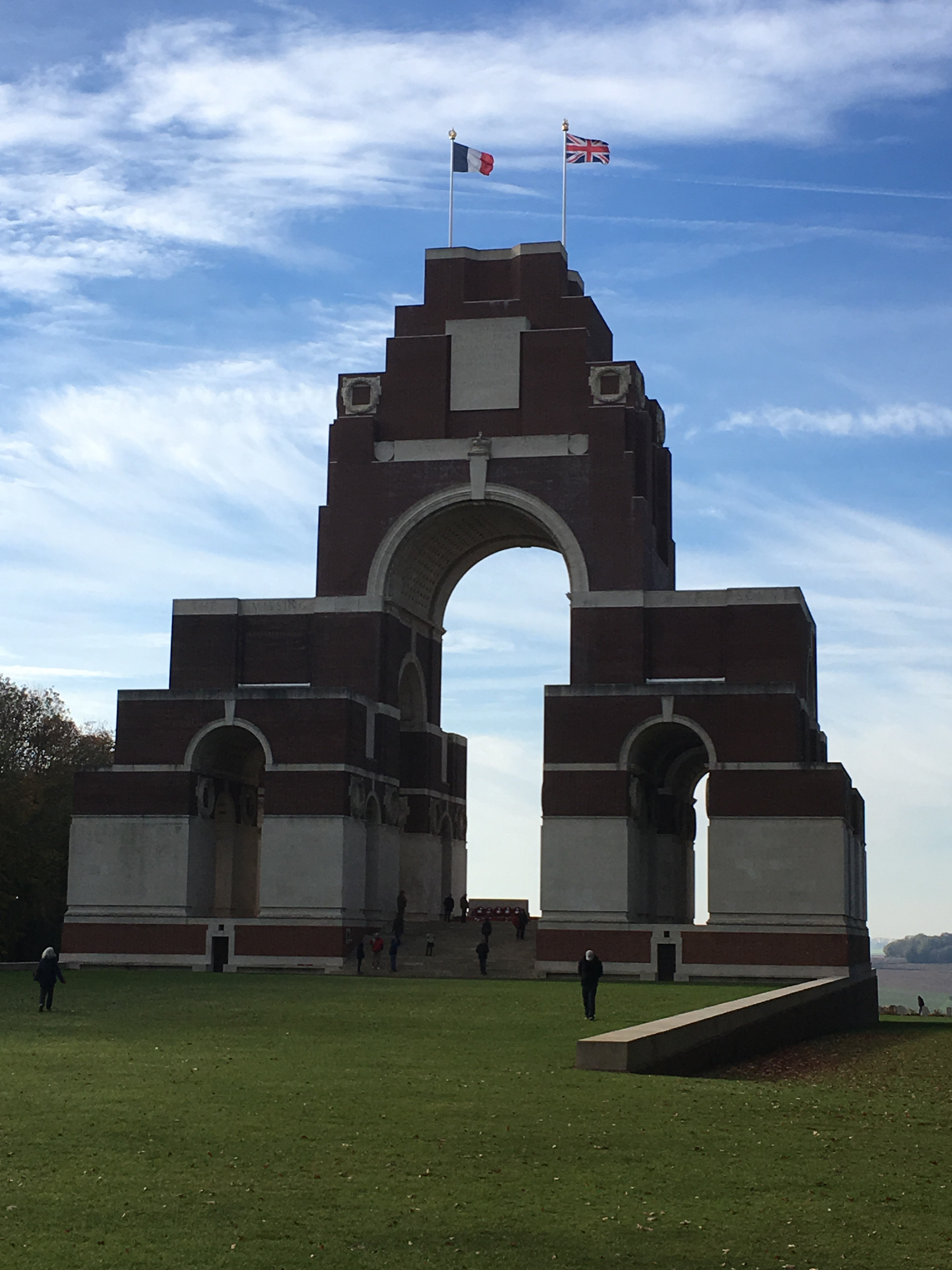
ハリー・ファーの名前が加えられたソンムの戦いで戦死した軍人を記念するティプヴァル記念碑

1916年10月18日の午前6時、カルノワにおいて、彼が所属する連隊の12名の兵士によって、ファーの銃殺刑が執行された。彼は即死した事を報告されている。彼は目隠しを着ける事を勧められたが、彼は銃殺隊を目視しながら彼の銃殺に臨みたいとの理由から、装着を拒んだ。処刑に立ち会った従軍聖職者はファーが尊厳と共に死んだと述べた。後に、聖職者はファーの未亡人に向けて「これほど素晴らしい兵士はいませんでした」と書き送った 。ファーの墓の位置はわかっていない。しかし、彼の名前は戦死者のためのティプヴァル記念碑に加えられている。

## 遺産

### 彼が処刑された後のファーの遺族
歴史家のウィリアム・フィルポットは、ファーの死を「イギリスでもっとも悪名が高い、軍における刑死」と評した。ファーが処刑された後、ファーの未亡人のガートルードは、彼の死を彼女に通知する電報を受け取った。そこには「親愛なる奥様、私たちは、残念な事にあなたの夫が亡くなられた事をあなたにお知らせします。彼は臆病の罪で有罪を宣告され、そして10月18日に銃殺刑が執行されました」と書かれていた。ガートルードと彼女の娘のガーティは軍からの恩給を受給できなくなった上に、住む家を失い路頭に迷った。彼女たちは彼女たちの地元であるハムステッドの領主の家に職を得る事ができた。ガートルードは再婚したが、彼女の2番目の夫も第二次世界大戦の間に戦死した。彼女は夫が処刑された理由への恥辱の意識に苦しみ、数十年の間、彼の死の状況を明かす事はなかった。彼女は恥辱のあまり、彼の死を知らせる電報を隠していたと述べた。ファーの父親は恥辱のあまり、残された彼の人生の間、彼の息子の名を口にする事を拒んだ。ガートルードがガーティに真実を打ち明けたのは、ガーティが40歳代になってからだった。その後も、彼女たちはファーの死に関する状況を他言する事はなく、秘密を守り続けた。ファーの孫娘であるジャネット・ブースがみずからの家系についての調査を開始した際に、ガートルードは、彼の死にまつわる状況について彼女に話した。

### 没後の恩赦

#### 運動と法律上の扱い
1992年、ファーの処刑にまつわる事情を知ったブースとその他のファーの遺族は彼への恩赦を求める運動をはじめた。政府により、複数の文書が公開されている事を知った彼らが、軍法会議の記録を閲覧した結果、ファーが医学的な処置を緊急に必要としていると見られていたにも関わらず、戦場に戻されていた事を彼らは知る事になった。遺族とファーの案件を支援する弁護士たちは、裁判の際、彼がシェルショックもしくは関連する心的外傷後ストレス障害のような別の精神疾患に苦しんでいた事を信じて疑わなかった。1993年、政府はファーのような臆病の罪や脱走などで銃殺された兵士らに対する没後の恩赦を拒んだ。しかし、2005年、高等法院のスタンレー・バーントン判事は、遺族に対しファーの恩赦を拒んだ決定が、誤っていたかも知れないと彼は信ずると述べた。
2006年5月、遺族は国防省に対する訴訟に踏み切った。ファーの娘であるガーティ・ハリスは、国防省の退役軍人担当政務次官のトム・ワトソンから招きを受けて面会した。彼女の父親の話に心動かされた彼は、遺族のために解決する方法を見出す事を約定した。
2006年8月、ハリスは、デス・ブラウン国防相から、現在審議されている軍隊法の法案の成立によって、第一次世界大戦の兵士たちに対する恩赦がもたらされるであろう事を知らされた。その時、ハリスは93歳になっていた。没後の恩赦を求める運動をしていた労働党所属の庶民院議員であるアンドリュー・マッキンレーは、おそらく政府は、彼らがファーをめぐる裁判で敗訴する可能性を認識した事が理由で、臆病、脱走、および関連する罪状で処刑された兵士すべての恩赦を決めたのだろうと述べた。8月16日、ブラウンは、第一次世界大戦の306人の兵士に対する恩赦を正式に発表した。彼が恩赦された後、ファーの法的な位置づけは、彼が「戦争の犠牲者」である事を示すよう変えられた。
ファーとその他の305人の男たちに対する恩赦は、誰もに歓迎された訳ではなかった。ヘイグの息子であるジョージ・ヘイグは、男たちの中には「見せしめにしなければならなかった」本当の犯罪者がいたと当時の判断を擁護した。

#### シェルショック
ファーに対する恩赦が発表された後、ガーティ・ハリスは彼女の父親が臆病者ではなく、戦争の犠牲者と認識されるようになった事に対して、胸をなでおろす旨の
声明を述べた。彼女は、おそらく、彼の逮捕され処刑された際に、彼がシェルショックに苦しんでいたとの考えを保ち、「彼が出征してから処刑されるまでの期間は2年でした。私は、まわりに死があふれかえる状況で、ほとんどの人が週末を我慢して過ごす事ができなかったのではないかと思います。銃声の騒音が彼に終焉をもたらしたのです。彼はシェルショックの犠牲者にして公正な裁判を受ける機会も与えられなかったのです」と述べた。
第一次世界大戦とファーの死の当時、シェルショックは兵士としての力不足を意味する物であり、男たちの間に蔓延しかねないという理解が一般的な物だった。ファーの裁判の後、彼の指揮官は、彼について書き記し、ファーが「多分パニックに陥った可能性が大きい」と述べた。彼の軍法会議において、シェルショックは、臆病と何も違う扱いをされる事はなかった。ウェセリーは、1916年9月17日のファーが「激しい恐怖」を抱いていた可能性が高く、不安障害や心的外傷後ストレス障害に苛まれていた可能性が大きいと書いた。さらには、21世紀を迎えてからの神経学の研究により、爆発によって脳が損傷する可能性がある事が示されるようになった事で、ファーが負傷者であり、戦闘に適していない状態だった可能性について示唆されている。現代のシェルショックに対する理解は、臆病や脱走の罪により処刑された、第一次世界大戦を戦ったファーを含む306人の兵士たちの没後の恩赦に影響を及ぼした。それでも、306人の兵士たちのすべてがこの症状に苛まれていた事を実証する事は困難である。

### 芸術と大衆文化
2001年6月、ファーの娘であるガーティ・ハリスは、第一次世界大戦中に銃殺刑を執行された兵士を記念して、スタッフォードシャーに作られた夜明けの銃殺記念碑の除幕式に招かれた。2014年の2月から6月までの間、ロンドンのナショナル・ポートレート・ギャラリーにおいて、第一次世界大戦に関連した人物の肖像画の展覧会が開かれた。キュレーターのポール・ムーアハウスは、戦争における多彩な人間的経験のひとつを表現する目的で、ファーの肖像を展示に含める事を選択した上で、ファーを「ひとりの勇敢な男性」と称した。スティーヴ・スタールの書籍『シェルショック』の内容の一部分は、ハリー・ファーの実話から影響を受けている。